# Christopher Sokolowski
Pour les articles homonymes, voir Sokolovski.
Christopher Sokolowski est un ténor d'opéra américain, né à Hudson Valley dans l'État de New York en 1991.

## Biographie
Christopher Sokolowski a étudié au Conservatoire de Purchase puis au Jacobs School of Music de l'Université d'Indiana. Il a également pris des cours au sein d'institutions telles que le Tanglewood Music Center et l'Académie de la Voix de la Fondation des Treilles. Ses deux parents étaient chanteurs d'opéra ce qui l'a conduit naturellement à cette profession. Sa sœur Libby Sokolowski, de neuf ans plus jeune que lui, est soprano dramatique,.
Il s’installe en Europe, où il fait ses débuts dans divers rôles et concerts, se produisant à Stuttgart, Francfort, Berlin, Paris, aux Pays-Bas, ainsi que dans de nombreuses autres villes européennes et asiatiques.
Il commence sa formation comme contre-ténor, puis entame sa carrière comme ténor lyrique, notamment dans le répertoire mozartien, avant qu'un directeur de casting ne lui dise qu'il avait l'étoffe d'un Heldentenor. Il confie alors que « Je n'aurais jamais imaginé chanter Wagner un jour. Même si, inconsciemment, j'ai toujours été plus attiré par les ténors dramatiques et leurs qualités tonales. J'écoutais Del Monaco, James King, Giacomini et Kaufmann et je me disais que je comprenais plus ou moins ce genre de chant. ». Il a alors 30 ans et décide de présenter des airs de ténor dramatique en particulier dans le répertoire wagnérien au concours de Paris Opera Compétition de l'année 2023. Il présente des airs de Max (der Freischutz), et de Parsifal. Il est finaliste avec « Giulietta, son io » du Giulietta e Romeo de Zandonaï et le duo « O süsseste Wonne » extrait de Die Walküre. Le critique du magazine en ligne Olyrix souligne à son propos : « Christopher Sokolowski, ténor américain, montre notamment une maturité technique bien supérieure à son âge (...) d’une puissance wagnérienne, mais aussi d’une intelligence de la scène qui dénote une certaine expérience. ».
Membre de l'ensemble (troupe) du Théâtre Saint Gall (en) en Suisse de 2021 à 2024, il s'y produit successivement en ténor soliste dans le Requiem de Verdi, en Siegmund dans Le Ring en une soirée (de), en Gabriel von Eisenstein dans Die Fledermaus, en Tamino dans Die Zauberflöte, en Dr Richardson dans Breaking the Waves,. En janvier 2024, le ténor y fait des débuts très remarqués dans le rôle-titre d'Ernani de Verdi. La critique souligne « une voix de ténor parfaitement maîtrisée, teintée de baryton, et une présence scénique remarquable. »,.
Ses prestations suivantes sur diverses scènes internationales, font l'objet de critiques journalistiques positives. Il chante le Prince dans L'amour des trois oranges de Prokofiev en octobre 2023 au Des Moines Opera et l'Iowa Public Radio rend compte de la prestation du ténor qui fait alors ses débuts aux USA. Il précise d'ailleurs dans l'entretien : « Ce concert à Des Moines marque mes débuts aux États-Unis, même si je suis américain et que je chante depuis de nombreuses années maintenant ».
Il chante également Tito dans La clemenza di Tito au Vorarlberger Landestheater à Bregenz, Nerèo dans Mefistofele au Staatsoper Hannover et Ken dans Blühen (en) de Vito Žuraj à l'Opéra de Francfort.
Sa notoriété s'étend encore avec deux prises de rôle remarquées au début de l'année 2025 : celle de Lohengrin à l'Opéra de Brême et celle de Manolios dans La Passion grecque au Staatsoper Hannover. Le ténor parle en ces termes du rôle de Lohengrin « La légèreté et le lyrisme exigent une force et une précision exceptionnelles. Mais au fur et à mesure que j'apprenais, je suis tombé de plus en plus amoureux de ce rôle. ».
Il est doublement salué par la critique pour ces deux incarnations,,,. La critique souligne par exemple dans Die Deutsche Bühne : « Dans le rôle du jeune berger passionné et sympathique Manolios, le jeune ténor américain Christopher Sokolowski, après son immense succès dans le rôle de Lohengrin à Brême, livre une fois de plus une magnifique interprétation du représentant déterminé d'une communauté en détresse. Ce n'est pas seulement sa voix puissante et bien ancrée, mais aussi son jeu d'acteur à l'intensité apparente, mêlant les facettes d'une introspection douloureuse, qui captive le public dès le début. ».
Il a également chanté la voix de ténor de la neuvième symphonie de Beethoven sous la direction de Vladimir Jurowski avec le Rundfunk-Sinfonieorchester de Berlin au Konzerthaus de Berlin, lors du concert du réveillon du Nouvel An 2024. 
Il fait la couverture du numéro d'avril 2025 du magazine Das Opernglas qui lui consacre un long interview. Il y annonce qu'il a quitté l'Ensemble du Théâtre Saint-Gall en ces termes : « Je voulais profiter de cette année (2025) pour tenter ma chance en freelance, devenir indépendant et voir où le vent me mène. Aujourd'hui, je peux dire que c'était définitivement la bonne décision. »
Sollicité pour l'été 2025, il se produit dans le rôle de Captain Vere au Festival d'Aix-en-Provence pour quatre séances de la création mondiale de The Story of Billy Budd, Sailor, une adaptation de Billy Budd de Benjamin Britten par le metteur en scène Ted Huffman et le compositeur Oliver Leith, dont les représentations sont saluées par la presse,,,, et dans un récital du Lied von der Erde, au Cuvilliés-Theater de l'Opéra de Munich. 
L'opéra de Budapest l'annonce dans sa programmation de la saison 2025-2026, distribué en Lohengrin en novembre 2025 aux côtés de Derek Welton en Heinrich der Vogler et Johanni van Oostrum en Elsa.

## Prix, concours et masterclasses
- Artiste invité de l’Académie de la Voix de la Fondation des Treilles en 2021, sur le thème « Bel canto romantique », dirigée par Patrizia Ciofi, Ivan Alexandre et Julien Benhamou[30] ;
- Prix de musique Hermann Leopoldi au Concours international de chant Otto Edelmann de Vienne[8] ;
- Prix Jeanette Rohatyn « Great Promise » aux auditions du Conseil du Metropolitan Opera ;
- Finaliste du Concours de Paris Opéra Compétition[6] ;
- Finaliste du Concours international de chant d'opéra baroque « Pietro Antonio Cesti ».